# Marco Chiudinelli
Marco Chiudinelli (n. 10 de septiembre de 1981 en Basilea) es un ex tenista suizo. 

## Carrera
Habla alemán, inglés y francés. Considera las pistas duras como su superficie favorita y el servicio como su mejor golpe. Refiere que los mejores momentos de su carrera fueron "jugar el primer partido de la Copa Davis en 2005, ganar el primer título ATP World Tour en la modalidad de dobles del Torneo de Gstaad en 2009 (junto a Lammer) y llegar a la tercera ronda en el Abierto de Estados Unidos en 2006 y 2009. De niño admiraba a Ivan Lendl.
Su carrera profesional ha transcurrido mayormente en el circuito de challengers aunque ha tenido varias incursiones en el nivel máximo del tenis mundial. En la modalidad de dobles obtuvo sus mejores resultados al llegar a dos finales de torneos ATP. Se destaca más sobre superficies rápidas.
Ha sido integrante del Equipo suizo de Copa Davis desde 2005. También es conocido por ser el mejor amigo del también tenista suizo Roger Federer

### 2001 - 2008
En el año 2001, llegó a cuartos de final en el Challenger de Seúl.
En 2002 ganó su primer título de Futuros en Dubái. Más tarde ganó otros futures y llegó a cuartos de final en el Challenger de Samarcanda.
En 2003 alcanzó los cuartos de final en el Challenger de Belgrado. Disputó su primer evento en el circuito ATP Tour en el Torneo de Bangkok cayendo derrotado ante el croata Mario Ančić.
En 2004 ganó su primer partido de nivel ATP World tour ante su compatriota Michel Kratochvil en el césped del Torneo de Halle. Ganó su primer Challenger en Donetsk. 
En el año 2005 hizo su debut en la Copa Davis ante el Equipo de Copa Davis de Holanda. Ganó el título de Futuros en Catar y llegó a la final en el Challenger de Belgrado ( perdió ante Zimonjic ).
En 2006 ganó dos títulos de Futuros después de regresar de una lesión en el hombro derecho que lo mantuvo fuera durante nueve meses. Alcanzó la tercera ronda en el Abierto de EE. UU., superando a Feliciano López y cayendo derrotado frente a Richard Gasquet.
En 2007 consigue sendas victorias en la primera ronda de la Copa Davis frente a los españoles Fernando Verdasco y David Ferrer.
En el año 2008 regresó en agosto después de que una lesión en la rodilla lo dejó fuera durante ocho meses. Avanzó a los cuartos de final en el Challenger de Astana y ganó el future de Dubái F1 en el mes de noviembre.

### 2009
El suizo n.º 3 (detrás del n.º 1 Roger Federer y el n.º 21 Stanislas Wawrinka ) hizo el segundo mayor salto en el ranking subiendo más de 700 puestos con respecto al año anterior. Ganó una marca personal de 10 partidos ATP World Tour y se fue con un 14-7 en el ATP Challengers. Clasificó en una marca personal de siete participaciones en el ATP World Tour y avanzó a su primera semifinal en su tierra natal en el Torneo de Basilea ( perdió ante Federer ). También llegó a cuartos de final viniendo de la fase clasificatoria en el Torneo de Bangkok, perdiendo ante el número 7 del ranking Jo-Wilfried Tsonga en un tercer set en el tie -break. Después clasificó para el Torneo de Tokio derrotando a Dudi Sela y cayendo derrotado en su partido ante Gael Monfils. También clasificó para el Masters de Shanghái perteneciente al ATP World Tour Masters 1000, pero perdió en primera ronda ante el brasilero Thomaz Bellucci. En marzo, jugó en la primera ronda de Copa Davis contra los EE. UU. y perdió ante Andy Roddick y James Blake en tres sets. En mayo, ganó el Challenger de Tenerife en España derrotando en la final al italiano Paolo Lorenzi. También avanzó a semifinales en Cremona y Pozoblanco. Hizo su mejor actuación en un Grand Slam en EE. UU., donde llegó a la tercera ronda con triunfos sobre Potito Starace y Mijaíl Yuzhny y perdiendo ante Nikolái Davydenko. En dobles, ganó su primer título ATP World Tour en Gstaad (junto a su compatriota Michael Lammer como pareja) y subcampeón en Halle junto a Andreas Beck. Logró un récord personal de $ 329,293.

### 2010
En los dos primeros meses de la temporada cosechó un récord de 3-6, gracias a alcanzar la segunda ronda en el Torneo de Doha (pierde ante Davydenko), Abierto de Australia (perdió con Novak Djokovic) y Torneo de Róterdam (perdió con Djokovic). Alcanzando su ranking más alto en lo que iba de su carrera al lograr la posición número 52 el 22 de febrero. Representó a Suiza en dos partidos de individuales frente a España en la Copa Davis. Avanzó a la segunda ronda en Roland Garros y primera ronda en Wimbledon (perdió ante Dolgopolov). Posteriormente participó en los Torneo de Stuttgart en julio, llegando a cuartos de final (perdió con Gimeno-Traver). Otra vez en Washington D. C. a principios de agosto, avanzando a tercera ronda (perdió ante David Nalbandian). Cayó ante John Isner en el Abierto de EE. UU. En septiembre, representó a Suiza en la Copa Davis por el play-off del Grupo Mundial ante Kazajistán.

### 2013
Representó a Suiza en la derrota por 3-2 ante la República Checa en la Copa Davis. En pareja junto a Wawrinka, el dúo perdió ante Berdych / Rosol 24-22 en el quinto set, partido que duró 7 horas, 1 minuto y es el partido más largo registrado de la Copa Davis(en términos de duración). La más larga anterior fue en 1982 entre McEnroe (EE. UU.) y Wilander (SWE), que duró 6 horas, 22 minutos. Ayudó a Suiza en la victoria por 4-1 en Copa Davis ante Ecuador, superando a Julio César Campozano en individuales.

### 2014
Representó a Suiza en la victoria 3-2 sobre el Equipo de Copa Davis de Serbia en la Copa Davis por la primera ronda del Grupo Mundial. En pareja con Michael Lammer derrotaron a Filip Krajinovic y Nenad Zimonjic para lograr el punto definitivo para ganar la serie. El 15 de junio, perdió en la final del Torneo de Halle junto a Roger Federer como pareja. Condenaron el título al fallar cuatro puntos de campeonato frente a la pareja germano-austríaca Andre Begemann-Julian Knowle. El 26 de julio ganó el quinto título de su carrera, su tercero en dobles cuando obtuvo el President's Cup 2014 en Kazajistán perteneciente al ATP Challenger Tour 2014. Esta vez teniendo al ucraniano Serguéi Bubka como pareja derrotaron en la final a la pareja taiwanesa formada por Ti Chen y Liang-chi Huang por 6-3, 6-4.

## Títulos ATP; 1 (0 + 1)

### Dobles
| Leyenda                         |
| Grand Slam (0)                  |
| ATP Wourld Tour Finals (0)      |
| ATP Masters 1000 World Tour (0) |
| ATP World Tour 500 series (0)   |
| ATP World Tour 250 series (1)   |

| N.º | Fecha      | Torneo           | Superficie | Compañero      | Oponente en la final            | Resultado |
| --- | ---------- | ---------------- | ---------- | -------------- | ------------------------------- | --------- |
| 1.  | 02.08.2009 | Torneo de Gstaad | Tierra     | Michael Lammer | Jaroslav Levinský Filip Polášek | 7:5, 6:3  |

#### Finalista ATP
| N.º | Fecha      | Torneo              | Superficie | Compañero            | Oponente en la final                  | Resultado       |
| --- | ---------- | ------------------- | ---------- | -------------------- | ------------------------------------- | --------------- |
| 1.  | 16.07.2006 | Torneo de Gstaad    | Tierra     | Jean-Claude Scherrer | Jiří Novák Andrei Pavel               | 3:6, 1:6        |
| 2.  | 14.06.2009 | Torneo de Halle (1) | Hierba     | Andreas Beck         | Christopher Kas Philipp Kohlschreiber | 3:6, 4:6        |
| 3.  | 15.06.2014 | Torneo de Halle (2) | Hierba     | Roger Federer        | Andre Begemann Julian Knowle          | 6:1, 5:7, 10:12 |

## Títulos Challenger; 9 (3 + 6)
| Leyenda               | Individuales | Dobles |
| --------------------- | ------------ | ------ |
| ATP Challenger Series | 3            | 6      |

### Individuales
| N.º | Fecha      | Torneo                 | Superficie | Oponente en la final | Resultado   |
| --- | ---------- | ---------------------- | ---------- | -------------------- | ----------- |
| 1.  | 12.09.2004 | Challenger de Donetsk  | Dura       | Saša Tuksar          | 6:3, 6:2    |
| 2.  | 03.05.2009 | Challenger de Tenerife | Dura       | Paolo Lorenzi        | 6:3, 6:4    |
| 3.  | 21.02.2016 | Challenger de Wrocław  | Dura (i)   | Jan Hernych          | 6:3, 7:6(9) |

#### Dobles
| N.º | Fecha      | Torneo                 | Superficie | Compañero           | Oponente en la final                  | Resultado        |
| --- | ---------- | ---------------------- | ---------- | ------------------- | ------------------------------------- | ---------------- |
| 1.  | 06.10.2002 | Challenger de Bujará   | Dura       | Yves Allegro        | Janko Tipsarević Jan Weinzierl        | 6:3, 6:4         |
| 2.  | 26.07.2014 | Challenger de Astaná-2 | Dura       | Serguéi Bubka       | Ti Chen Liang-chi Huang               | 6-3, 6-4         |
| 3.  | 23.11.2015 | Challenger de Andria   | Dura (i)   | Frank Moser         | Dustin Brown Carsten Ball             | 7:6(5), 7:5      |
| 4.  | 25.09.2016 | Challenger de Esmirna  | Dura       | Marius Copil        | Sadio Doumbia Calvin Hemery           | 6:4, 6:4         |
| 5.  | 23.04.2017 | Challenger de Taipéi   | Carpet (i) | Franko Škugor       | Sanchai Ratiwatana Sonchat Ratiwatana | 4:6, 6:2, [10:5] |
| 6.  | 07.05.2017 | Challenger de Gimcheon | Dura       | Teymuraz Gabashvili | Ruan Roelofse Yi Chu-huan             | 6:1, 6:3         |